# Aéroport international de Muan
L'aéroport international de Muan (coréen : 무안국제공항) est un aéroport international de la république de Corée (Corée du Sud). Il a été inauguré en novembre 2007.
Depuis son ouverture, l'aéroport offre seulement quelques vols par jour vers la Corée et la Chine.

## Situation
Il se situe au sud-ouest du pays, dans le district de Muan, Jeolla du Sud. 
| \| 50 km1:8 448 000 \| Cheongju Daegu Busan · Gimhae Séoul · Gimpo Gunsan Gwangju Séoul · Incheon Jeju Muan Pohang Sachéon Ulsan Wonju Yangyang Yeosu |
| 50 km1:8 448 000 |

## Histoire
Après une étude de faisabilité en 1990, la construction de l’aéroport, conçu comme complémentaire à l'aéroport de Mokpo (en) pour les vols intérieurs et à l’aéroport de Gwangju pour les vols internationaux, a commencé en 1999. L'aéroport a ouvert en novembre 2007.
Le 29 décembre 2024, un Boeing 737 de la compagnie Jeju Air s'embrase à l'atterrissage sur l'aéroport, causant la mort de 179 des 181 personnes à bord.

## Statistiques
Pour des raisons techniques, il est temporairement impossible d'afficher le graphique qui aurait dû être présenté ici.

Voir la requête brute et les sources sur Wikidata.

## Compagnies aériennes et destinations
| Compagnies             | Destinations |
| ---------------------- | --- |
| Asiana Airlines        | Jeju |
| China Eastern Airlines | Shanghai-Pudong |
| Jeju Air               | Bangkok-Suvarnabhumi , Mactan-Cebu, Đà Nẵng , Kota Kinabalu, Macao, Osaka-Kansai , Taïwan-Taoyuan , Tokyo-Narita, Vladivostok |
| Korea Express Air      | Kitakyūshū |
| T'way Airlines         | Jeju, Kitakyūshū, Ōita |

Édité le 15/03/2019